# Веригино (Гагаринский район)
Веригино — деревня в Гагаринском районе Смоленской области России. Входит в состав Баскаковского сельского поселения.  

## География
Расположена в северо-восточной части области в 15 км к западу от города Гагарин, в 17 км севернее автодороги М1 «Беларусь», на берегу реки Сежа. В 8 км юго-восточнее деревни расположена железнодорожная станция Василисино на линии Москва — Минск. 
Часовой пояс
Веригино, как и вся Смоленская область, находится в часовой зоне МСК (московское время). Смещение применяемого времени относительно UTC составляет +3:00.

## История
В годы Великой Отечественной войны деревня была оккупирована гитлеровскими войсками в октябре 1941 года, освобождена в марте 1943 года.

## Население
Население — 27 жителей (2007 год).